# Jelentéstapadás
A magyar nyelvészetben jelentéstapadásnak nevezik egyes szerzők azt a szóalkotási módot, amely következtében szóösszetétel vagy szószerkezet egyik tagja felveszi az egész entitás jelentését. A másik tagja, attól függően, hogy a jelenség régebben vagy újabban történt, kikerülhet a szóhasználatból, legalábbis a köznapi nyelvi regiszterben. Más nyelvészek ezt a jelenséget az elvonás különleges típusaként kezelik.

## Szószerkezet lerövidítése
Ez a folyamat részben kontextusfüggő, de véglegesülhet a nyelvtörténet során. Például az ősmagyar korban a farkas neve farkas állat volt, de a gyakori együttes használat miatt a jelzett főnév elmaradt, és a jelző átvette a szószerkezet jelentését.
Hasonló példa a latin iecur ficatum ’fügével etetett állatok mája’ szószerkezeté, amelyből a vulgáris latinban csak ficatum, a ’máj’ mint szerv neve lett. Ez öröklődött át a francia nyelvbe és a románba: (franciául) foie, (románul) ficat.
Jövevényszó is kiválhat az átvevő nyelvben a jelzője mellől. Például a román nyelv átvette a török patlıcan ’padlizsán’ szót, amely a magyarba is átkerült, de a paradicsomot is ezzel nevezte meg. Megkülönböztetésül a ’padlizsán’ pătlăgea vânătă (szó szerint ’kékeslila padlizsán’), a paradicsom pedig pătlăgea roșie (szó szerint ’piros padlizsán’) lett. Idővel a melléknévi jelzők főnevesültek, és a jelzett főnév gyakorlatilag kiment a használatból.
Egyéb példák a magyarban:
brassói aprópecsenye > brassói;
gyulai kolbász > gyulai;
szálló hely > szálló;
százszorszép virág > százszorszép;
tokaji bor > tokaji.
Francia példák a következők:
une ondulation permanente (szó szerint ’állandó hullámosítás’) > une permanente ’dauer’;
un bureau de tabac > un tabac ’dohánybolt’;
un bateau à trois mâts > un trois-mâts ’három árbócos hajó’.
Egyes szószerkezetek lerövidítése teljesen kontextusfüggő. Például a kommunista párt (franciául le Parti communiste) szószerkezet lerövidítése a párt-ra (franciául le Parti) a társadalmi-politikai kontextusnak tudható be.
Más szószerkezetek lerövidítését a beszédhelyzet (szituációs kontextus) határozza meg, azaz egyszer már megadott pontosításokat hagynak el. Például miután kimondták, hogy (franciául) Le jardinier du chateau est venu me voir ’A kastély kertésze eljött hozzám’, a kontextus további részében az alanyi névszói csoportból csak le jardinier ’a kertész’ marad.

## Összetett szó lerövidítése
A magyar nyelvben a szóösszetétel egyike a leggyakoribb szóalkotási módoknak, és az összetett szavak nagy része alárendeléses szószerkezetre vezethető vissza. Lerövidítésük hasonlít az ilyen szószerkezetekére. Példák:
feketekávé > fekete;
napkelet > kelet;
kanárimadár > kanári;
kölnivíz > kölni.
Egyes nyelvekben, mint például a francia, sokkal kevesebb összetett szó van, mint a magyarban, és a legtöbb tudatos, szakszavakat alkotni hivatott, ún. „tudományos szóösszetétel” eredménye. Ezekben legalább az egyik tag önállóan nem létező szó, bár lexikai jelentése van. A másik tag lehet önálló szóként is létező francia vagy régi, már franciának érzett jövevény, de a legtöbbször mindkettő idegen, a latin nyelvből vagy a görögből átvett, önállóan nem létező szó. Az általános szókincsbe kerülve az ilyen szavak gyakran lerövidülnek.
Gyakrabban a lerövidülés a tágabb értelmű apokopéval történik:
automobile (’magától’ + ’mozgó’) ’gépkocsi’ > auto ’autó’, ’kocsi’;
dactylographe (’ujj’ + ’ír’) ’gépíró(nő)’ > dactylo;
photographie (’fény’ + ’írás’) ’fénykép(ezés)’ > photo ’fotó’;
radiophonie (’sugár’ + ’hang’) ’rádiózás’ > radio ’rádió’.
Ritkábban az első tag válik le, amit az ugyancsak általánosabb „aferézis” elnevezésű szórövidüléshez sorolnak:
autobus ’autóbusz’ > bus ’busz’;
autocar > car ’távolsági busz’.

## Kapcsolódó szócikk
- Elvonás (nyelvészet)